# In Too Deep (сингл Sum 41)
In Too Deep — сингл з міні-альбому All Killer No Filler канадської панк-рок-групи Sum 41.

## Кліп
В комедійному кліпі група бере участь в конкурсі по стрибкам в воду.

## Пісня в фільмах
- In Too Deep грає в фільмах Американський пиріг 2 та Оптом дешевше.
- Пісня використовувалась в епізодах «Reese Drives» та «Clip Show #2» сіріалу Малкольм у центрі уваги.
- Звучала в епізоді «I’m With Cupid» мультсеріалу Цар гори.
- Пісня звучить в фінальних титрах в Ultimate X: The Movie.
- В сімейній комедії Готель для собак пісня грала в декількох епізодах.

## Список пісень

### Сингл
1. In Too Deep (3:27)
2. Fat Lip (Live) (2:55)
3. All She’s Got (Live) (3:02)
4. What We're All About (Концертний запис, Томі Лі на барабанах) (2:47)

### Радіо рекламний CD
1. In Too Deep (3:27)
2. Fat Lip (2:58)

## Виконавці
- Деррік «Bizzy D» Уіблі — гітара, вокал
- Дейв «Brownsound» Бекш (Dave Baksh) — гітара, бек-вокал
- Джейсон «Cone» МакКеслін — бас-гітара, бек-вокал
- Стів «Stevo32» Джокс — ударні, бек-вокал

## Charts
| Чарт (2001-02)                        | Пікова позиція |
| ------------------------------------- | -------------- |
| Австралія (ARIA)                      | 29             |
| Австрія (Ö3 Austria Top 75)           | 52             |
| Canada (Nielsen SoundScan)            | 2              |
| Франція (SNEP)                        | 30             |
| Ireland (IRMA)                        | 12             |
| Нідерланди (Mega Single Top 100)      | 41             |
| Нова Зеландія (RIANZ)                 | 47             |
| Швейцарія (Media Control AG)          | 87             |
| Велика Британія (UK Singles Chart)    | 13             |
| U.S. Billboard Hot Modern Rock Tracks | 10             |